# Virserums församling
Virserums församling är en församling i Smålandsbygdens kontrakt i Linköpings stift inom Svenska kyrkan. Församlingen ingår i Aspelands pastorat och ligger i Hultsfreds kommun i Kalmar län.
Församlingskyrka är Virserums kyrka

## Administrativ historik
Församlingen har medeltida ursprung.
Församlingen utgjorde under 1300-talet ett eget pastorat för att sedan till 2014 vara moderförsamling i pastoratet Virserum och Järeda. Från 2014 ingår församlingen i Aspelands pastorat.

## Kyrkoherdar[6]
| Ämbetstid  | Namn                          | Levnadstid | Övrigt                                    |
| ---------- | ----------------------------- | ---------- | ----------------------------------------- |
| 1350       | Nicolaus Hermanni             |            |                                           |
| 1401       | Byrge                         |            |                                           |
| 1411       | Pether                        |            |                                           |
| 1547-1552  | Franciscus                    |            |                                           |
| 1560--1582 | Kebbo Birgeri                 | -1592      |                                           |
| 1583-1609  | Clemens Jonae Grip            | -1609      |                                           |
| 1611-1655  | Alexander Gryphius (Grip)     | 1585-1655  | Kyrkoherde och kontraktsprost.            |
| 1656-1675  | Daniel Petri Lönebergius      | 1615-1675  |                                           |
| 1677-1687  | Alexander Wiraenius           | 1645-1708  | Senare kyrkoherde i Halmstads församling. |
| 1687-1710  | Petrus Corvinus               | 1655-1710  | Kyrkoherde och kontraktsprost.            |
| 1713-1716  | Johan Björkman                | 1673-1716  |                                           |
| 1716-1726  | Jakob Dahlstrand              | 1677-1726  |                                           |
| 1728-1751  | Jonas Segersten               | 1690-1751  | Kyrkoherde och kontraktsprost.            |
| 1753-1754  | Samuel Planander              | 1710-1754  |                                           |
| 1756-1764  | Daniel Wahlén                 | 1712-1764  |                                           |
| 1766-1791  | Lars Fornander                | 1724-1791  |                                           |
| 1791-1813  | Svante Albrecht Waenerberg    | 1749-1813  | Kyrkoherde och kontraktsprost.            |
| 1814-1837  | Anders Gabriel Fast           | 1762-1837  |                                           |
| 1839-1868  | Carl Hellberg                 | 1785-1868  |                                           |
| 1869-1897  | Karl Johan Baptist Dahlberger | 1827-1897  | Kyrkoherde och kontraktsprost.            |
| 1898-1921  | Karl Noak Nilsson             | 1859-1921  | Kyrkoherde och kontraktsprost.            |
| 1922-      | Carl Efraim Lillieroth        | 1866-      |                                           |
| 1976–1984  | Björn-Eric Carlsson           | 1942–      | [ 7 ]                                     |

## Klockare, kantor och organister
| Ämbetstid | Namn                      | Levnadstid | Övrigt                |
| --------- | ------------------------- | ---------- | --------------------- |
| 1726      | Herman Lind               |            | Organist och klockare |
| 1733-1746 | Anders Lind               |            | Organist och klockare |
| 1752      | Isak Carlsson             |            | Organist och klockare |
| 1771-1810 | Magnus Rosvall            | 1736-1810  | Organist och klockare |
| 1810-1824 | Gustaf Fredriksson        | 1788-      | Organist och klockare |
| 1824-1872 | Jonas Peter Svensson      | 1803-      | Organist och klockare |
| 1855-1861 | Anders Johan Liedbergius  | 1779-      | Organist och klockare |
| 1887-1895 | Johan Augustiner Svensson | 1855-      | Organist och klockare |
| 1887-1895 | Nils Peter Johansson      | 1828-      | Organist och klockare |
| 1956–1964 | Greta Kristina Lundkvist  | 1927–      | Organist.             |